# Nekrolog 1254
Nekrolog
◄◄
| ◄
| 1250
| 1251
| 1252
| 1253
| 1254 | 1255 | 1256 | 1257 | 1258 | ► | ►►
Weitere Ereignisse | Allgemeiner Nekrolog 1254
Die Beschreibung der verstorbenen Person sollte so kurz wie möglich gehalten sein und nur deren signifikante Tätigkeit(en) enthalten.
Neue Namen ggf. auch unter dem Geburts- und Sterbedatum, also etwa unter 1. Januar und im Geburts- und Sterbejahr (2024) eintragen (nur bei entsprechender großer Wichtigkeit). Für Beispiele siehe die schon vorhandenen Artikel.
Außerdem über die fünf zuletzt Verstorbenen, zu denen es einen ausreichend guten Artikel für eine Präsentation auf der Hauptseite gibt, nach der todesbedingten Überarbeitung der Artikel ggf. auch unter Wikipedia Diskussion:Hauptseite informieren und sie am besten auch in den anderen Wikipedia-Sprachversionen eintragen. Tipp: Regelmäßig bei news.google.de nach „ist tot“, „gestorben“ oder „verstorben“ suchen.
Wenn eine Person gestorben ist, gibt es viele Seiten zu dieser Person in der Wikipedia, die davon auch betroffen sind und entsprechend aktualisiert werden müssen. Beispiele: Namenübersichtsseite, Geburtsjahr, Geburtsort-Seiten und viele mehr.
Wie finde ich die betroffenen Seiten?
Im Suchfeld auf der linken Seite gibt man den Suchbegriff so ein: „Vorname Nachname“. Dann klickt man auf Volltext und alle Seiten mit entsprechendem Suchtext werden aufgerufen. Hier sieht man dann schnell, wo auch das Todesjahr Sinn macht oder sogar ein Teil des Artikels angepasst werden muss. Auch hilft das „Werkzeug“ auf der linken Seite sehr gut, um solche Seiten aufzufinden: „Links auf diese Seite“. Somit ist die Wikipedia wieder aktuell in allen Bereichen! Hinweis: bei Eintragung der Kategorie „Gestorben JAHR“ wird der Missbrauchsfilter 49 ausgelöst, was jedoch nicht schlimm ist. Siehe: Spezial:Missbrauchsfilter/49
Dies ist eine Liste von im Jahr 1254 verstorbenen bekannten Persönlichkeiten. Die Einträge erfolgen innerhalb der einzelnen Daten alphabetisch sortiert. Tiere sind im Nekrolog für Tiere zu finden.

## Januar
| Tag        | Name               | Beruf, bekannt als                    | Alter | Beleg |
| ---------- | ------------------ | ------------------------------------- | ----- | ----- |
| 18. Januar | Heinrich I.        | König von Zypern                      | 36    |       |
| Januar     | Faris ad-Din Aktay | Emir des Bahri-Regiments der Mamluken |       |       |

## März
| Tag     | Name                     | Beruf, bekannt als   | Alter | Beleg |
| ------- | ------------------------ | -------------------- | ----- | ----- |
| 2. März | Hermann I. von Lobdeburg | Bischof von Würzburg |       |       |
| März    | Silvester of Everdon     | Bischof von Carlisle |       |       |

## Mai
| Tag      | Name                                 | Beruf, bekannt als                                                                                   | Alter | Beleg |
| -------- | ------------------------------------ | --- | ----- | ----- |
| 1. Mai   | Sørle                                | Erzbischof von Nidaros                                                                               |       |       |
| 21. Mai  | Konrad IV.                           | Herzog von Schwaben, römisch-deutscher König, König von Sizilien und König von Jerusalem (1228–1254) | 26    |       |
| 24. März | William de Ferrers, 5. Earl of Derby | englischer Magnat                                                                                    |       |       |

## Juni
| Tag     | Name                 | Beruf, bekannt als                                     | Alter | Beleg |
| ------- | -------------------- | ------------------------------------------------------ | ----- | ----- |
| 5. Juni | Marguerite de Reynel | Gräfin von Sidon und Beaufort, Frau von Balian Garnier |       |       |
| 8. Juni | Robert von Nantes    | Bischof von Nantes, Patriarch von Jerusalem            |       |       |

## August
| Tag       | Name              | Beruf, bekannt als | Alter | Beleg |
| --------- | ----------------- | ------------------ | ----- | ----- |
| 6. August | Hugh of Northwold | Bischof von Ely    |       |       |

## September
| Tag           | Name                  | Beruf, bekannt als                        | Alter | Beleg |
| ------------- | --------------------- | ----------------------------------------- | ----- | ----- |
| 4. September  | Judenta von Hagenbuch | Fürstäbtissin des Fraumünsters von Zürich |       |       |
| 25. September | William de Cantilupe  | englischer Adliger                        |       |       |

## November
| Tag         | Name          | Beruf, bekannt als                              | Alter | Beleg |
| ----------- | ------------- | ----------------------------------------------- | ----- | ----- |
| 3. November | Johannes III. | Kaiser von Byzanz im Exil in Nikaia (1222–1254) |       |       |

## Dezember
| Tag         | Name                  | Beruf, bekannt als | Alter | Beleg |
| ----------- | --------------------- | ------------------ | ----- | ----- |
| 1. Dezember | Mechthild von Andechs | Äbtissin           |       |       |
| 7. Dezember | Innozenz IV.          | Papst              |       |       |

## Datum unbekannt
| Tag                         | Name                   | Beruf, bekannt als                              | Alter | Beleg |
| --------------------------- | ---------------------- | ----------------------------------------------- | ----- | ----- |
|                             | Åskjell Jonsson        | Bischof von Stavanger                           |       |       |
|                             | Berthold von Pietengau | Bischof von Passau                              |       |       |
|                             | Guido von Montfort     | Herr von Lombers, Kreuzfahrer                   |       |       |
| 31. August oder 1. Dezember | Abel Gullane           | schottischer Geistlicher                        |       |       |
|                             | Ingeborg Eriksdotter   | Stammmutter der königlichen Linie der Folkunger |       |       |
|                             | Jolanthe               | Gräfin von Nevers, Auxerre und Tonnerre         |       |       |
|                             | Gilbert of Seagrave    | englischer Adliger, Verwalter und Richter       |       |       |
|                             | Mahmud Yalawatsch      | Statthalter und Minister Dschingis Khans        |       |       |
|                             | Manuel II.             | Patriarch von Konstantinopel                    |       |       |